# Peromyscus sonoriensis
Західна миша-олень або західна миша-олень (Peromyscus sonoriensis) є гризуном, що походить із Північної Америки. Цей вид широко поширений по всій західній половині континенту, переважно в районах на захід від річки Міссісіпі.

## Таксономія
Раніше її плутали зі східною мишою-оленем (P. maniculatus), причому обидва види були об’єднані в P. maniculatus як північноамериканська миша-олень. Однак через значні морфологічні варіації видів завжди існувала плутанина щодо фактичної таксономії P. maniculatus. Дослідження 2019 року виявило значні генетичні розбіжності цього виду та розділило його на два: maniculatus представляє «східну» групу, а sonoriensis — «західну».

## Опис
P. sonoriensis вкрита м’якою шерстю, яка варіюється від сірого до коричневого кольору, але всі мають характерний білий живіт і білі лапи. Як і їхній близький родич, P. maniculatus, вони мають багато підвидів, у тому числі характерну «лісову» та «лугову» морфи. «Лісова» морфа має довгий хвіст, великі вуха та довгі задні лапи та населяє західні бореальні ліси, а також прибережні ліси на заході Сполучених Штатів. Морфа «пасовища» має короткі хвости, маленькі вуха та маленькі лапки, вона населяє прерії та луки внутрішнього континенту та поширена у пустелях південного заходу Америки.

## Поширення і середовище проживання
Peromyscus sonoriensis є поширеним видом у районах Північної Америки на захід від річки Міссісіпі. Вони густонаселені в західних горах і живуть у лісистих районах і районах, які раніше були лісистими. Миші-олені мешкають у різноманітних рослинних угрупованнях, включаючи луки, чагарники, ліси та ліси. Під час дослідження дрібних ссавців на 29 ділянках у субальпійських лісах у Колорадо та Вайомінгу миша-олень мала найвищу частоту появи; проте вона не завжди була найпоширенішим дрібним ссавцем. Миші-олені потрапили в пастку в чотирьох з шести лісових громад у східному Вашингтоні та північному Айдахо, і вони були єдиним гризуном у савані сосни пондерози (Pinus ponderosa).
Незважаючи на те, що цей вид зустрічається на більшій частині західної Північної Америки, він відсутній у деяких частинах південного заходу Сполучених Штатів і більшій частині Мексики, де замість на заміну йому приходять схожі південні миші-олені (P. labecula) і чорновуха миша (P. melanotis)., Нижня Каліфорнія та більша частина Каліфорнії на південь від затоки Сан-Франциско, де її замінює миша-олень (P. gambelii), прибережний регіон тихоокеанського північного заходу від Вашингтона на північ, де її замінює північно-західна миша-олень (P. keeni), і Юкон в Канаді, де її замінює юконська миша-олень (P. arcticus).

## Розмноження і тривалість життя
Вид є полігінним, тобто тоді, коли один самець спаровується з кількома самками.

### Період розмноження
В окрузі Пламас, штат Каліфорнія, миші-олені розмножувалися в грудні в рік щогли (як м’які, так і тверді щогли), але припинили розмноження в червні року поганого щогли. Миші-олені розмножуються протягом року в долині Вілламетт, але в інших районах узбережжя Орегону зазвичай панує затишшя під час найвологішої та найхолоднішої погоди. У південно-східній Аризоні принаймні одна третина спійманих мишей-оленів була в стані розмноження взимку.

### Довговічність і смертність
О'Фарелл повідомив, що популяція мишей-оленів у великому полині / лугах повністю змінилася (наприклад, не залишилося жодної дорослої особини початкової популяції) протягом одного літа.

## Хижаки
Миші-олені є важливою здобиччю для змій (Viperidae), сов (Strigidae), норок (Neovison vison), куниць (Martes americana) та інших куницевих, а також скунсів (Mephitis і Spilogale spp.), рисей (Linx rufus), домашніх котів (Felis catus), койотів (Canis latrans), лисиць (Vulpes і Urocyon spp.) і кільчастих котів (Bassariscus astutus). На них також паразитує Cuterebra fontinella.